# Grammia shastaensis
Grammia shastaensis är en fjärilsart som beskrevs av French 1889. Grammia shastaensis ingår i släktet Grammia och familjen björnspinnare. Inga underarter finns listade i Catalogue of Life.